# Banjar (Java)
Pour les articles homonymes, voir Banjar.
Banjar est une ville d'Indonésie située dans la province de Java occidental.

## Géographie
Banjar se trouve sur l'île de Java en Indonésie, dans la province de Java occidental.

## Démographie
À la date de 2021, sa population était de 203 417 habitants.